# Зарин, Владимир Николаевич
Владимир Николаевич Зарин (1802—1854) — иркутский гражданский губернатор (1848—1851), владимирский (1852) и курский губернатор (1853); действительный статский советник.

## Биография
Происходил из дворян калужской губернии. В службу вступил в 1817 году подпрапорщиком Таврического гренадерского полка. В чине поручика был переведён в Клястицкий гусарский полк; участвовал в подавлении польского восстания; был награждён орденами Св. Анны 3-й степени и Св. Владимира 4-й степени.
В 1837 году был переведён в Нижегородский драгунский полк, размещенный на Кавказе, и состоял адъютантом, затем офицером для особых поручений при Е. А. Головине. Был переведён в лейб-гвардии Драгунский полк. С 1840 года — подполковник. В 1841 году получил орден Св. Анны 2-й степени.
В 1843 году «по болезни» вышел в отставку полковником. Состоял при почтовом департаменте и в 1846 году получил орден Св. Владимира 3-й степени. В 1848 году направлен в Сибирь, на должность обер-прокурора Енисейской губернии; с 10 мая — иркутский гражданский губернатор; в 1849 году получил чин действительного статского советника. В отсутствие генерал-губернатора Восточной Сибири Н. Н. Муравьёва между В. Н. Зариным и главой военной администрации в Иркутской губернии бригадным командиром П. И. Запольским возник конфликт, в результате которого решено было обоих перевести в другие города.
В 1851 году действительный статский советник В. Н. Зарин был награждён орденом Св. Станислава 1-й степени и назначен губернатором во Владимир. С октября 1853 года до сентября 1854 года служил губернатором в Курске.
15 сентября 1854 года В. Н. Зарину пришлось ампутировать левую ногу, но операция оказалась неудачной, 28 сентября (10 октября) 1854 года он скончался от гангрены. Похоронен в Москве в Новоспасском монастыре.
Племянница, дочь сестры Марии, Екатерина Ивановна Ельчанинова (1831—1879), после смерти родителей воспитывавшаяся в семье В. Н. Зарина, стала женой адмирала Г. И. Невельского.

## Источник
- Биография Архивная копия от 16 декабря 2014 на Wayback Machine